# Catherpes mexicanus
Catherpes mexicanus е вид птица от семейство Troglodytidae, единствен представител на род Catherpes.

## Разпространение
Видът е разпространен в Канада, Мексико и САЩ.